# Naval Station Mayport

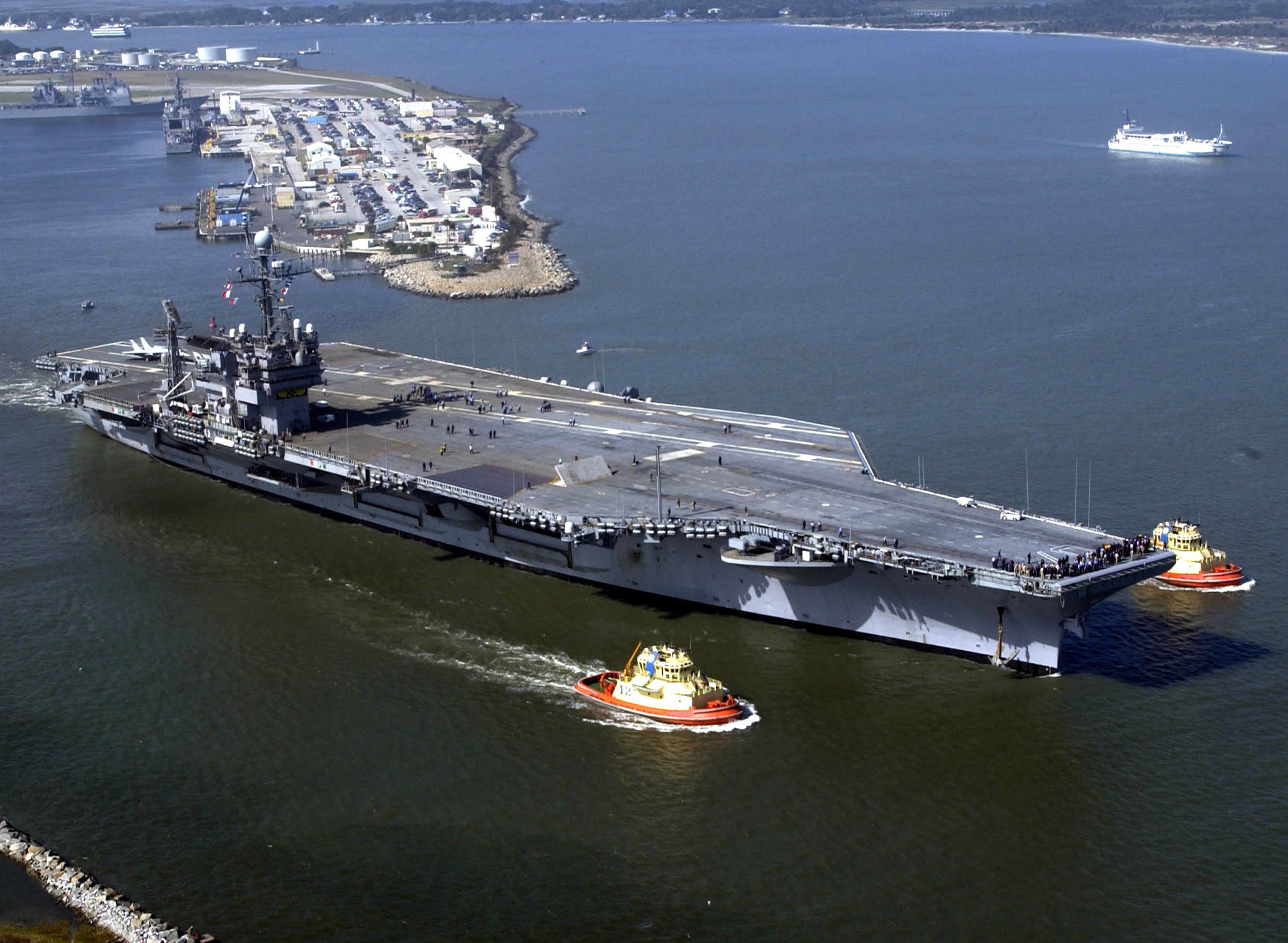
De USS John F. Kennedy bij vertrek uit NS Mayport.

Naval Station Mayport is een belangrijke marinebasis van de Amerikaanse zeemacht. De basis ligt bij Jacksonville in het Noorden van de staat Florida. NS Mayport werd in december 1942 in dienst gesteld en is met 13,8 km² de op twee na grootste marinebasis in de Verenigde Staten. De haven biedt plaats aan 34 schepen en er ligt ook een startbaan van 2,4 km. Naast een twintigtal marineschepen zijn ook verschillende squadrons met SH-60 Seahawk-helikopters op de basis gestationeerd.
De haven is uitgebouwd voor de accommodatie van supervliegdekschepen. Vroeger was dit de thuishaven van onder meer de USS Forrestal (CV-59) en de USS John F. Kennedy (CV-67). Sinds 2007 zijn aan Mayport evenwel geen vliegdekschepen toegewezen.

## Schepen
NS Mayport is de thuishaven van onder meer de volgende schepen (2014):
- Ticonderoga-klasse kruisers
  - USS Philippine Sea (CG-58)
  - USS Gettysburg (CG-64)
  - USS Hue City (CG-66)
  - USS Vicksburg (CG-69)

- Arleigh Burke-klasse torpedobootjagers
  - USS Carney (DDG-64)
  - USS The Sullivans (DDG-68)
  - USS Roosevelt (DDG-80)
  - USS Farragut (DDG-99)

- Oliver Hazard Perry-klasse fregatten
  - USS Taylor (FFG-50)
  - USS Simpson (FFG-56)
  - USS Samuel B. Roberts (FFG-58)